# サイモン・セバーグ・モンテフィオーリ

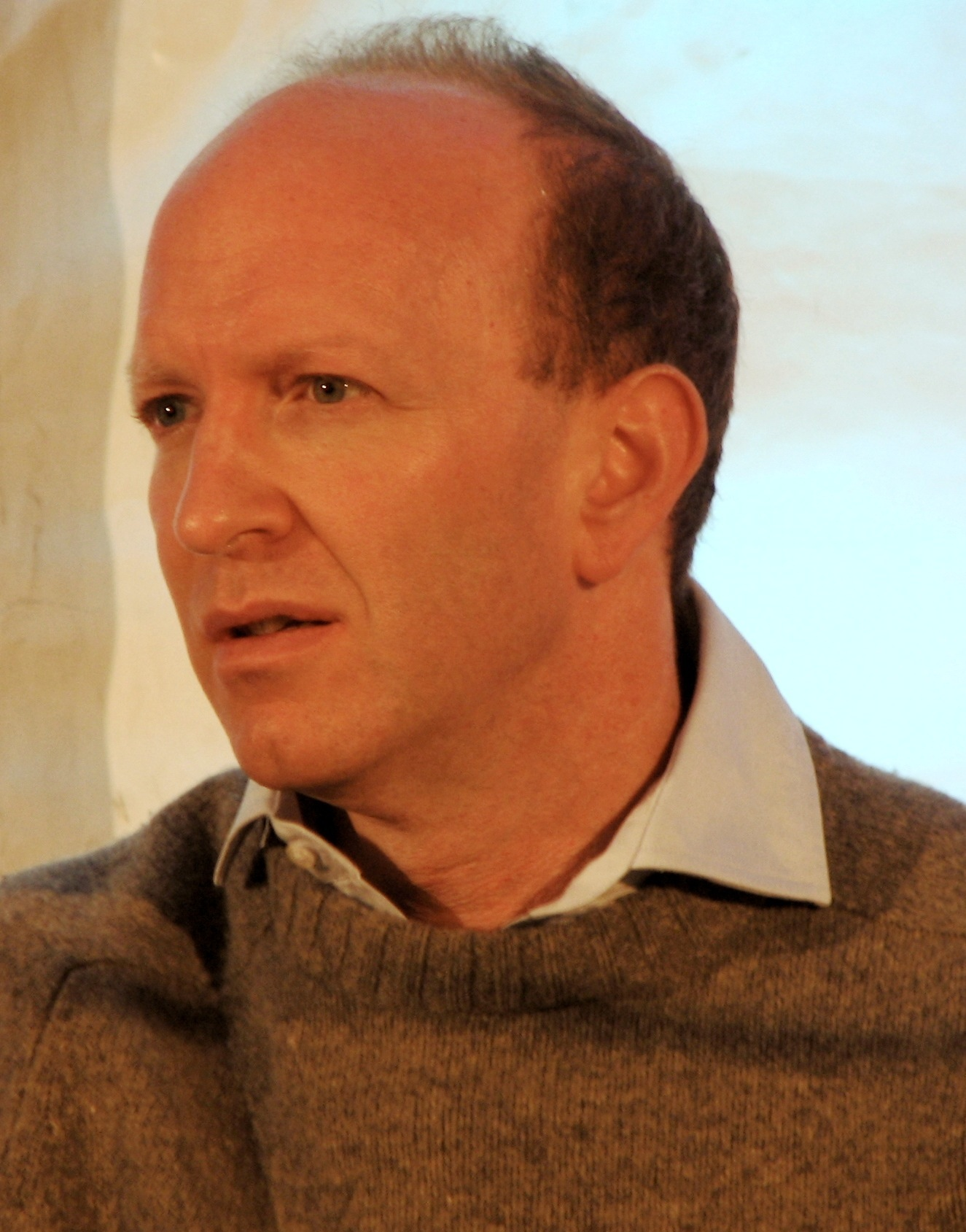
サイモン・セバーグ・ モンテフィオーリ

サイモン・セバーグ・モンテフィオーリ（Simon Sebag Montefiore [ˌsaɪmən ˌsiːbæɡ ˌmɒntɪfiˈɔːri]、1965年6月27日 - ）は、イギリスの歴史家、作家。
ロンドン生まれ。ルドグローブ校 (Ludgrove School) 、ハーロー校で学び、ケンブリッジ大学ゴンヴィル・アンド・キーズ・カレッジで歴史を専攻した。

## 人物
モンテフィオーリの本は世界のベストセラーであり、33の言語で出版されている。最初の歴史書 Catherine the Great & Potemkin はサミュエル・ジョンソン賞 (Samuel Johnson Prize) 、ダフ・クーパー賞 (Duff Cooper Prize) 、マーシュ伝記賞の最終選考に残った。Stalin: The Court of the Red Tsar は英国文学賞 (British Book Awards) の歴史書部門を受賞している。Young Stalin はロサンゼルス・タイムズ文学賞の最優秀伝記賞
、コスタ文学賞 (Costa Book Awards)、ブルーノ・クライスキー賞 (Bruno Kreisky Award) 政治文学賞、Le Grand Prix de la biographie politiqueを受賞し、ジェイムズ・テイト・ブラック記念賞 (James Tait Black Memorial Prize) の最終選考作品に残った。
ミラマックス映画会社とルビー・フィルムはYoung Stalin の権利を購入し、現在、映画作品を企画製作中である。
小説Sashenka を書き、次の歴史書は斬新な解釈での中東史Jerusalem: the Biographyを執筆中。
英国王立文学協会会員であり、妻の小説家サンタ・モンテフィオーリと子供2人たちとロンドンに在住。義理の父は、実業家・大地主のチャールズ・パーマー・トムキンソン (Charles Palmer-Tomkinson) 、兄弟は作家のヒュー・セバーグ・ モンテフィオーリ (Hugh Sebag-Montefiore) 、義理の妹に、社交界のセレブでテレビタレントのタラ・パーマー・トムキンソン (Tara Palmer-Tomkinson) がいる。
友人・知人には、チャールズ3世や元首相のデービッド・キャメロンもいる。

## インタビュー
- コーカサス出身の悪人の親玉 ニュース誌Berliner Zeitung(ベルリン・ニュース、2007年12月15日)

## 著書

### ノンフィクション
- King's parade, H. Hamilton, 1991.ISBN 0241130514
- Prince of Princes: the life of Potemkin, Phoenix Press, 2000.ISBN 9780297819028 Paperback ISBN 978-0753818343
- Stalin: the court of the Red Tsar, Weidenfeld & Nicolson, 2003.ISBN 9781842127261
  - 『スターリン-赤い皇帝と廷臣たち』（上・下）、染谷徹訳、白水社、2010年、上巻 ISBN 978-4560080450、下巻 ISBN 978-4560080467
- My Affair with Stalin, 2004. ISBN 978-0753801581
- A History of Caucasus, 2005. ISBN 978-0297819257
- Speeches That Changed the World, Quercus  2006.ISBN 9781905204168
  - 『世界を変えた名演説集-その時、歴史は生まれた』平野和子訳、清流出版、2009年、ISBN 978-4860292959
- Piggy Foxy and the Sword of Revolution: Bolshevik Self-Portraits (Annals of Communism Series) with Alexander Vatlin, Larisa Malashenko and Vadim A. Staklo, (Hardcover - 2006) ISBN 978-0300108491
- Young Stalin Weidenfeld & Nicolson, 2007.
  - 『スターリン-青春と革命の時代』松本幸重訳、白水社、2010年、ISBN 978-4560080528
- 101 world heroes: great men and women for an unheroic age, with Dan Jones, Claudia Renton, Quercus, 2007.ISBN 9780297850687
- Monsters: history's most evil men and women, with John Bew and Martyn Frampton, Quercus, 2008.ISBN 9781435105096
- Heroes, Quercus, 2008.ISBN 9781847245014
- Titans of History, Quercus Publishing, 2012
- The Romanovs 1613–1918, Weidenfeld & Nicolson, 2016
  - 『ロマノフ朝史』（上・下）、染谷徹訳、白水社、2021年、上巻 ISBN 978-4560098561、下巻 ISBN 978-4560098578
- The World: A Family History of Humanity, Weidenfeld & Nicolson, 2022

### フィクション
- King's Parade (Hardcover - 1991)[9]
- My Affair with Stalin (Hardcover - 1997)[10]
- Sashenka (Hardcover - 2008) ISBN 978-1416595540
- One Night in Winter (Hardcover - 2013)
- Red Sky at Noon (Hardcover - 2017)